# Hermann Holzrichter

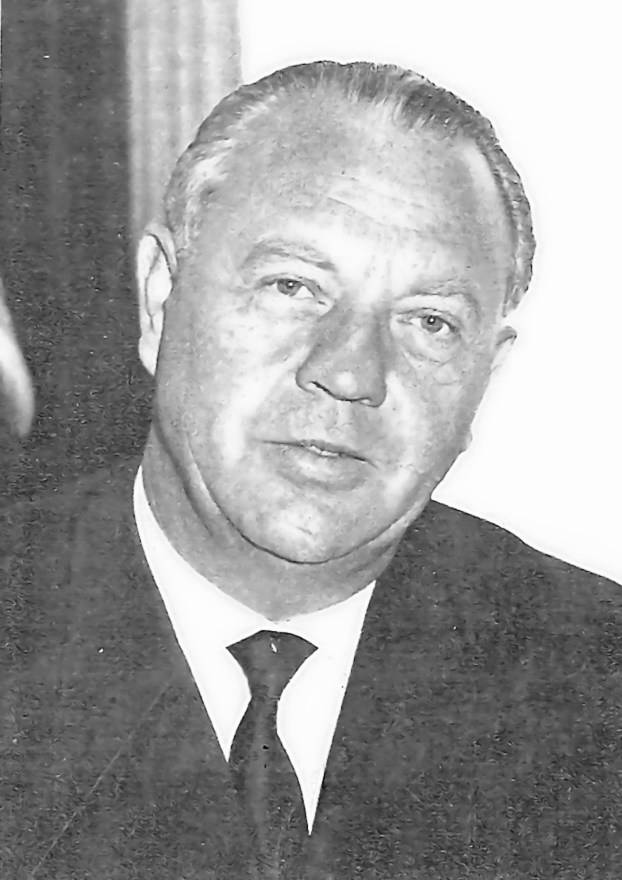
1957 als Vorstandsmitglied der Bayer AG

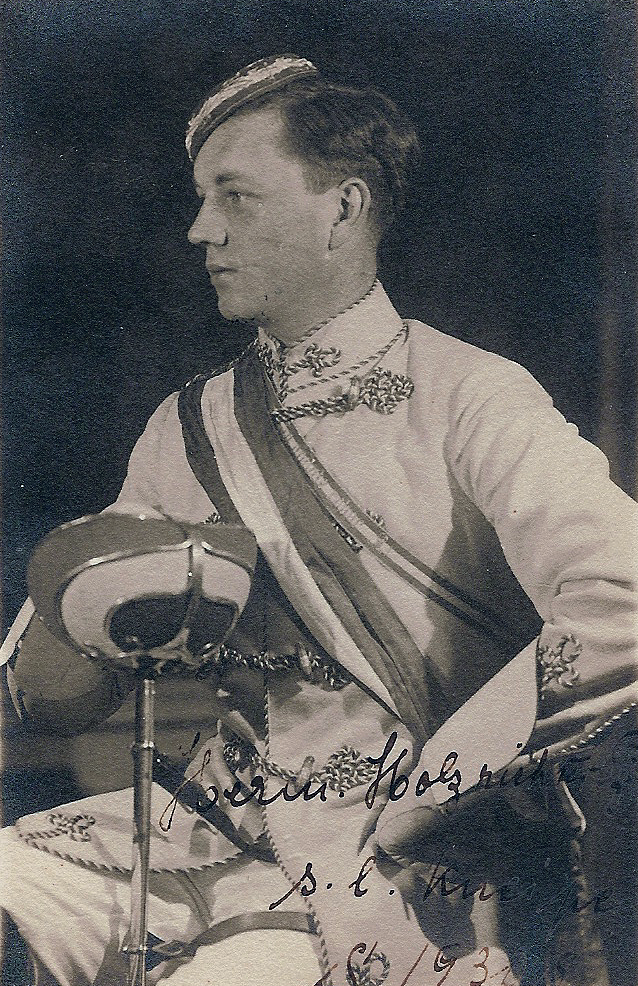
Holzrichter als Student vom Sommersemester 1930 bei der T! Gotia

Hermann Holzrichter (* 13. November 1910 in Hohenlimburg; † 21. April 1978) war Chemiker, stellvertretender Vorstandsvorsitzender des Unternehmens Bayer AG und Mitglied des Aufsichtsrates.

## Leben
Nach dem Abitur im Februar 1930 studierte Holzrichter bis 1936 Chemie an den Universitäten Freiburg und Kiel. Sein Studium schloss er in Kiel mit glänzendem Noten ab. Hermann Holzrichter wurde Juni 1936 bei dem späteren Nobelpreisträger Kurt Alder promoviert. Sein Doktorexamen wurde mit „sehr gut“ bewertet. Von November 1936 bis Juli 1937 war er Assistent bei Liebig in Bonn.
1. August 1937 trat er als Chemiker bei der I.G. Farben im Werk Leverkusen – dem heutigen Bayerwerk – ein. Holzrichter befasste sich zunächst mit Buna-Entwicklungsaufgaben und führte im Laufe der Zeit mehrere Betriebsanlagen. Am 21. Oktober 1941 wurde er stellvertretender Abteilungsvorstand der Bayer AG, am 2. Mai 1944 Abteilungsvorstand, am 1. Mai 1952 Prokura und am 1. Juli 1957 Vorstandsmitglied. Die Zeitschrift Spiegel brachte im Mai 1967 einen Artikel über ein Kunststoffauto, das Paul G. Hahnemann, damaliger Vertriebsvorstand bei BMW, zusammen mit Hermann Holzrichter bauen wollte.
1965–1978 war er Mitglied des Aufsichtsrates der Linde AG, ab 1968 als stellvertretender Vorsitzender und ab 1973 Vorsitzender des Aufsichtsrates.
Am 1. Januar 1974 wurde er pensioniert. Nach kurzer schwerer Krankheit starb er im Alter von 67 Jahren und wurde in seinem Heimatort Hohenlimburg beigesetzt.

## Weitere Tätigkeiten
- Geschäftsführer der Erdölchemie GmbH, Dormagen
- Aufsichtsratsvorsitzer der Haarmann & Reimer GmbH, Holzminden
- Mitglied des Verwaltungsrates der PROGIL-BAYER-UGINE (PBU), Paris
- Präsident des Verwaltungsrates der S.A. BAYER N.V., Antwerpen
- Mitglied des Hauptausschusses des Verbandes der Chemischen Industrie e.V., Frankfurt/Main
- Geschäftsführer der Bunawerke Hüls GmbH

## Auszeichnungen
Anlässlich der internationalen Kautschuktagung in Berlin wurde er in Anerkennung seiner Verdienste um die Entwicklung der großtechnischen Herstellung von Synthesekautschuk  mit der Carl Dietrich Harries-Plakette ausgezeichnet.